# Fiksni protiletalski top
V nasprotju s samovozno protiletalsko artilerijo fiksni protiletalski topovi nimajo svojega lastnega prevoznega sredstva. Za premik lahko izrabljajo druga vozila, npr. tovornjake (vlečni protiletalski top) ali pa sploh niso namenjeni prevozu (protiletalski topovi v sklopu utrdb).
Njihova glavna prednost je nizka cena izdelave ter enostavna zasnova. Slabost pa je slaba oziroma neobstoječa mobilnost. Namenjeni so predvsem točkovni obrambi strateških mest in objektov, kot so mesta, tovarne, skladišča, mostovi, elektrarne, železniški objekti,...